# Gara Rupea
Gara Rupea este o gară care deservește orașul Rupea, județul Brașov, România.